# Бахрушин, Василий Алексеевич
Васи́лий Алексе́евич Бахру́шин (1832, Москва — 29 октября 1906 (12 ноября 1906), там же) — московский купец из династии Бахрушиных, благотворитель, гласный Московской городской думы (1877—1906), Почётный гражданин Москвы (с 1900 года).

## Биография
Василий Алексеевич Бахрушин происходит из известной семьи московских купцов Бахрушиных. Он был младшим из трёх сыновей Алексея Фёдоровича и Наталии Ивановны (урождённой Потоловской) Бахрушиных. К 1821 году родители со старшими детьми переселились из Зарайска в Москву, и сперва жили на Зарайском подворье вблизи Таганки, где в 1832 году у них родился сын Василий.
После того, как в 1848 году отец Василия скоропостижно скончался от холеры, семейное дело по выделке кож продолжалось вдовой Наталией Ивановной и тремя сыновьями — Петром, Александром и Василием. В 1851 году Бахрушины вошли в сословие потомственных почётных граждан, в 1862 году стали купцами первой гильдии. В том же году продукция фирмы была представлена на Всемирной выставке в Лондоне, а её капитал составил 1 189 000 рублей, а перед Октябрьской революцией он уже превышал 4 миллиона рублей. Василий Алексеевич занимался в семейной фирме продажами, поэтому объездил множество городов Российской империи и зарубежных стран.
В 1875 году Бахрушины преобразовали семейную фирму в акционерное общество «Товарищество кожевенной и суконной мануфактур „Алексея Бахрушина сыновья“», но вплоть до смерти в 1894 году Петра Алексеевича продолжали вести бизнес сообща, без раздела имущества. Только в 1895 году, когда только недвижимой собственности компании достигла 1 765 000 рублей, она была разделена семьёй «по совести» на 3 части. Согласно этому разделу, Василию Алексеевичу достались дом в Большом Златоустинском переулке, дом по Садовнической улице, дом с участком земли по Краснохолмской набережной и дом в одноимённом проезде (ныне Нижняя Краснохолмская улица). Также у Василия Бахрушина был собственный дом в Большом Марковом переулке (ныне Шлюзовая набережная), куда он и отселился после раздела имущества, но в том же году этот дом был им продан, а взамен приобретён новый на Смоленском бульваре, дом 6.
С 1877 года до своей смерти в 1906 году Василий Алексеевич был гласным Московской городской думы.

## Благотворительность

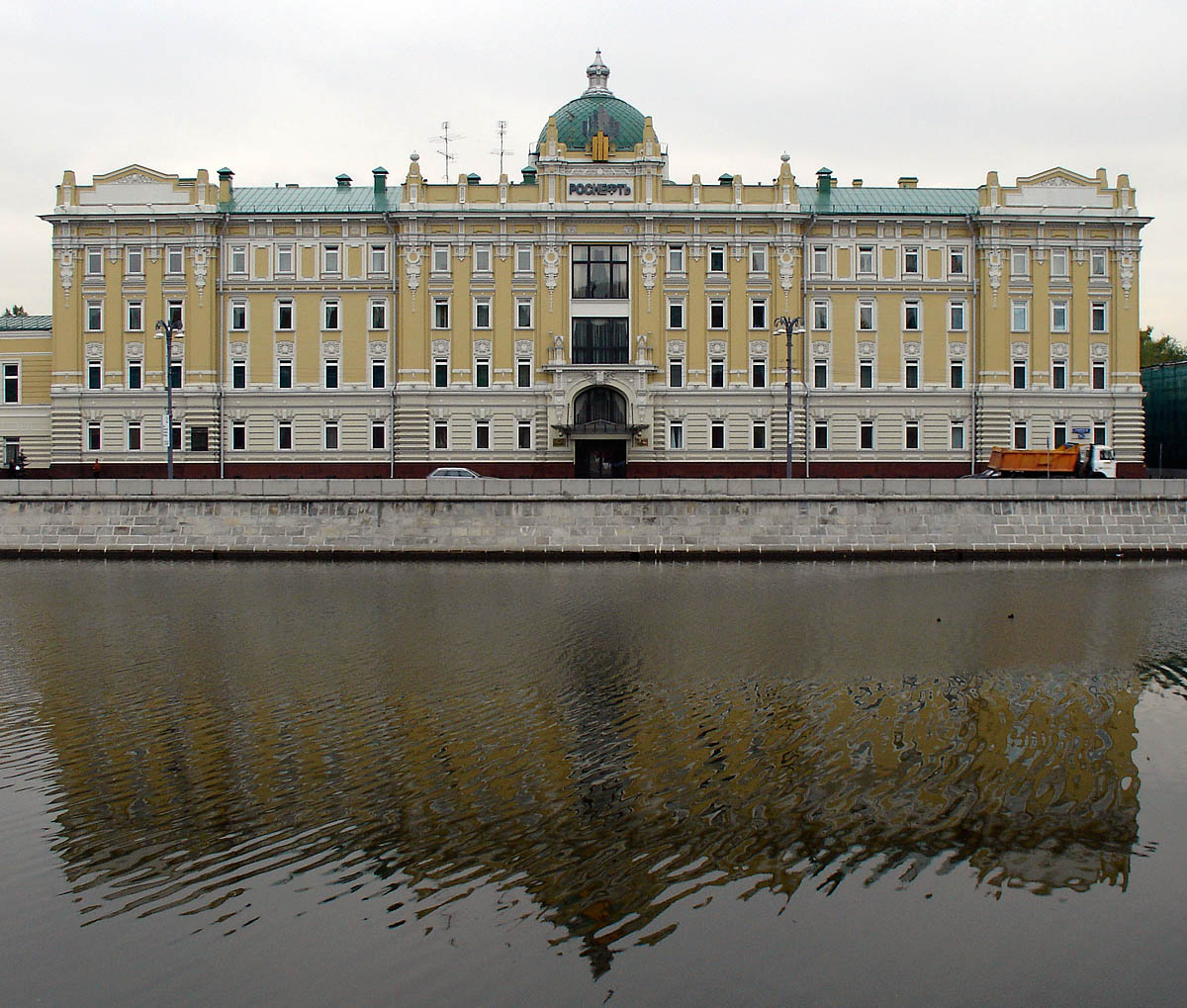
Дом бесплатных квартир

Фабриканты Бахрушины в Москве были широко известны, их почитали и любили, так как они давали работу большому количеству москвичей. В столице они были первыми предпринимателями, которые вложили деньги в масштабный проект — строительство муниципального общежития. Это был дом бесплатных квартир на Софийской набережной, его также называли вдовьим домом. Вместе с братьями Василий Бахрушин создал более 100 благотворительных учреждений. В их числе Театр Корша (теперь Театр наций в Петровском переулке), литературно-театральный музей Императорской академии наук (Театральный музей имени А. А. Бахрушина), братья принимали активное участие в создании Музея Отечественной войны 1812 года. За многочисленные пожертвования Бахрушиных столичные жители называли профессиональными благотворителями.
Василий Алексеевич Бахрушин также более известен как благотворитель. Многие проекты он осуществлял совместно со своими братьями (среди которых финансирование Андреевской богадельни и строительство Бахрушинской больницы на Стромынке, дом 7), однако были у него и самостоятельные благотворительные инициативы. Так, в 1898—1904 годах преимущественно на средства купца был построен, а затем несколько раз расширен Дом бесплатных квартир для многодетных вдов и бедных курсисток на Софийской набережной — к моменту завершения это было крупнейшее в своём роде сооружение в Российской империи, состоявшее из 400 отдельных квартир для вдов и 50 комнат для девиц, его население составляло 1626 человек, в том числе — более 1000 детей. При доме была организована также рукодельная школа-мастерская.

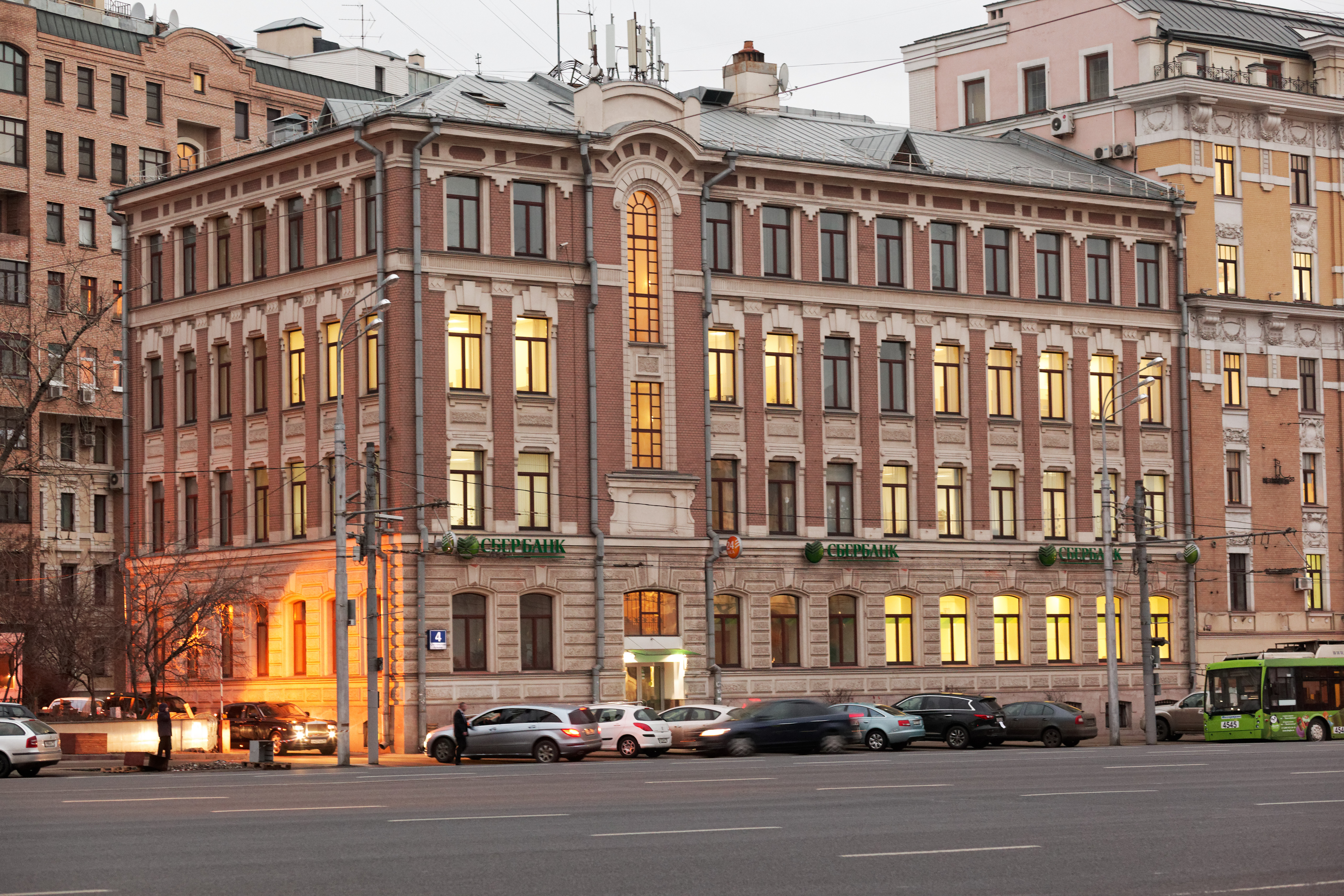
Дом начальных училищ

В 1904 году по соседству с домом на Смоленском бульваре, где он сам проживал, выстроил за свой счёт большое четырёхэтажное здание (современный адрес — Смоленский бульвар, дом 4), где были размещены 6 начальных училищ. На первом и втором этажах размещались три женских училища с классами по рукоделию, рекреационным залом и библиотекой. Третий и четвёртый этаж были отведены под училища для мальчиков. В полуподвальном этаже находились раздевалки, столовые, квартиры обслуживающего персонала. После завершения строительства и обустройства здание было передано Василием Алексеевичем под управление городу.

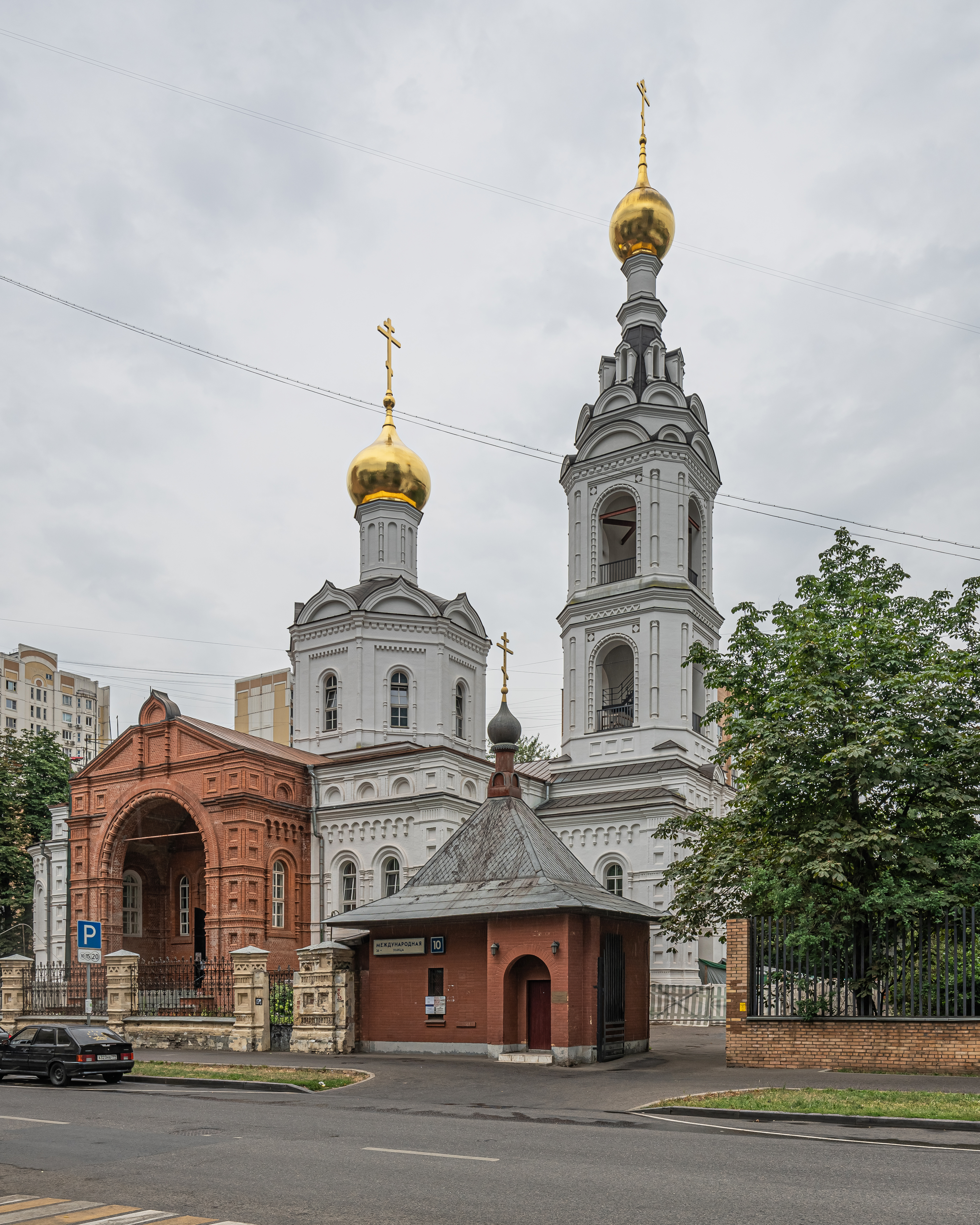
Храм Василия Исповедника

Василий Алексеевич был набожным человеком, жертвовал много денег на церкви. Практически при всех его и его братьях проектах обязательно была домовая церковь. Кроме того, на тогдашней рабочей окраине Москвы — в Рогожской слободе на деньги купца был возведён большой храм преподобного Василия Исповедника в Новой деревне — на покупку земли Василий Бахрушин пожертвовал 5400 рублей, ещё 6000 — на строительство церкви. Строительство было начато в 1895 году по проекту Алексея Попова, внутренняя роспись осуществляла артель братьев Пашковых. Освящение храма состоялось 26 октября 1897 года. После Октябрьской революции 1917 года церковь была закрыта — сперва в ней до 1985 года размещался архив Московского городского комитета КПСС, затем — частный банк, в 1990-х годах церковь была возвращена верующим. По завещанию Василия Алексеевича были пожертвованы значительные суммы нескольким религиозным организациям: церкви при Бахрушинской больнице, храму Василия Исповедника в Новой деревне, Троице-Одигитриевской пустыни, церквам в Кожевниках, в Зубове, при Бахрушинском приюте и Доме бесплатных квартир.
Также по завещанию Василия Бахрушина были созданы пять стипендий по 8000 рублей для учащихся нескольких учебных заведений: Императорского Московского университета, Московской духовной академии и семинарии, Московской практической академии коммерческих наук и одной из гимназий.
21 марта 1900 года (по старому стилю) вместе с братом Александром за благотворительную деятельность был удостоен звания Почётного гражданина Москвы «за многолетнюю благотворительную деятельность на пользу беднейшего населения города Москвы» (в некоторых источниках ошибочно называется 1901 год).

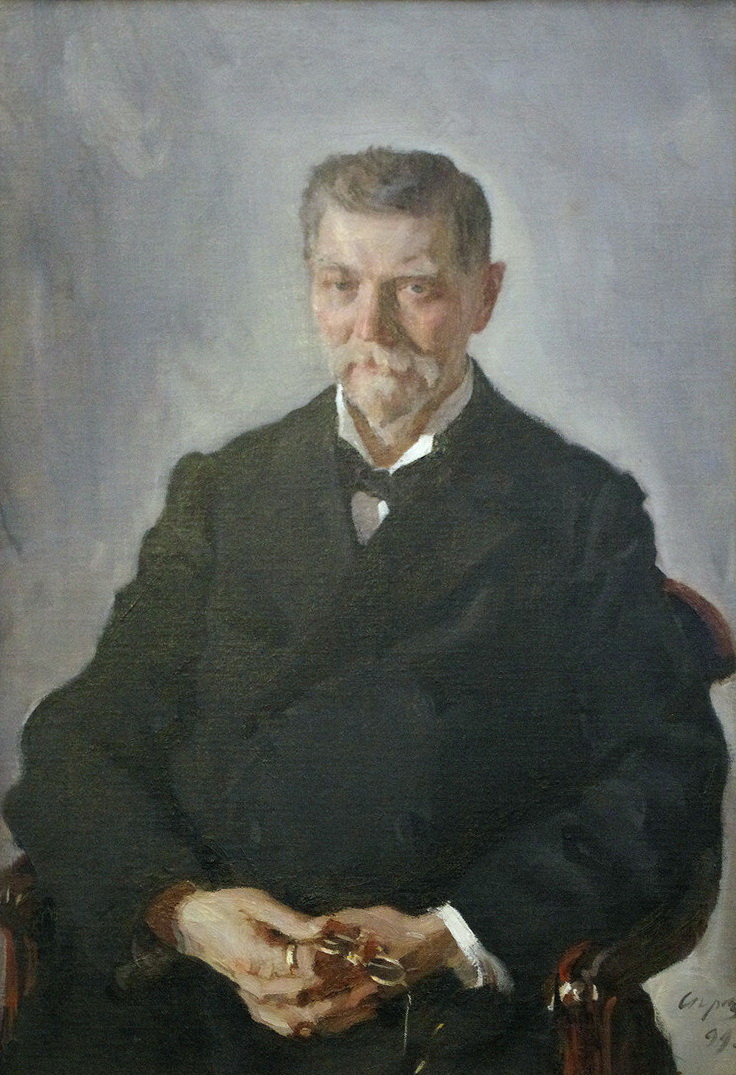
Валентин Серов. Портрет Василия Бахрушина, 1899

## Личная жизнь

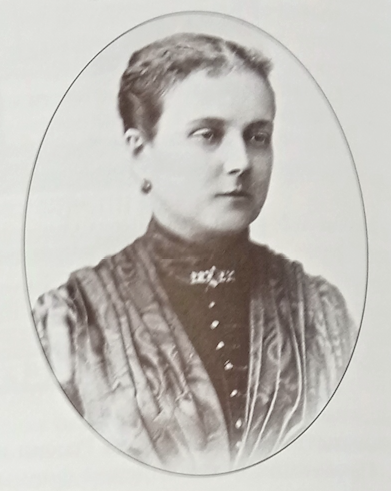
Вера Фёдоровна Бахрушина

В 1861 году Василий Алексеевич Бахрушин женился на внучке крупного предпринимателя и бывшего московского городского головы Алексея Алексеевича Мазурина Вере Фёдоровне Мазуриной (1843—1910). Брак не был счастливым — Василий Алексеевич был человеком жёстким и авторитарным, а Вера Фёдоровна получала от мужа только 25 рублей в месяц «на булавки», и лишь после смерти брата Фёдора Фёдоровича ей досталось небольшое наследство, которым она могла распоряжаться самостоятельно.
Единственный сын четы, Николай (1872—1917), также попал под пресс отцовской авторитарности — он хотел быть инженером и окончил Московскую практическую академию коммерческих наук с золотой медалью, но Василий Алексеевич не позволил тому работать на кого-то по найму, так как считал это «позором для семьи Бахрушиных». А поскольку сын не хотел быть купцом, а денег у него было много, он проводил время в безделье, посещая оперу и балет. Кроме того, Николай Васильевич был старостой Никольской церкви при Доме бесплатных квартир, основанного его отцом.
Помимо сына, у Василия Бахрушина было 4 дочери:
- Наталья (1863—1936) вышла замуж за Семёна Никитовича Урусова (1848—1915), представителя торговой фирмы[20];
- Екатерина (1867—1896) вышла замуж за преподавателя Женской ремесленной школы Торлецких Николая Ивановича Буслова (1860—1903), скоротечно скончалась от чахотки[21];
- Лидия (1868—около 1938) вышла замуж за брата московского городского головы Михаила Васильевича Челнокова Фёдора, после Октябрьской революции оказалась в эмиграции в Париже, вместе с мужем похоронена на кладбище Сент-Женевьев-де-Буа[22];
- Мария (1877—1938) вышла замуж за владельца небольшой фирмы по торговле модной одеждой Николая Васильевича Щеславского (1873—1919), после Октябрьской революции жила во Франции[23].

## В искусстве
В 1899 году по заказу Московской городской думы известный художник Валентин Серов написал портрет Василия Бахрушина, находящийся в наше время в собрании московского Исторического музея.